# Срђан Радосављевић
Срђан Радосављевић (Београд, 29. новембар 1965) је српски редитељ, сценариста и извршни продуцент.

## Биографија
Beћ са девет година постаје фасциниран филмском уметношћу и редовно посећује филмске пројекције. Наизглед занемарујући све друге обавезе које су му наметали родитељи и околина, окреће се стваралаштву. Његова мајка Вера, успешна банкарка, желела је да Срђан постане адвокат или архитекта. Са напуњене 22 године напушта Србију.
У мају 1989. године стиже у Лондон и упознаје турског редитеља и оглашивача Алинура Велидедеоглуа који му постаје ментор. Захваљући својим везама за Алинуром, Срђан је неколико година радио за Ron Bareham Productions изЛондона и кроз свој рад учио о филмској индустрији. Сав новац који је зарадио уложио је у похађање филмских школа у Лондону и Њујорку.
У периоду 1996. - 1998., док је студирао на Њујоршкој филмској академији, нуђени су му послови у Њујорку од стране неколико продуцентских кућа. Међутим, одлучује да се врати у Лондон и тамо настави своју филмску каријеру
Срђан је радио на неколико независних филмских пројеката. 1999. године обезбедио је финансирање за реализацију свог кратког играног филма "Third Reading"  помоћу регионалног такмичења у организацији Connections Productions  из Лондона. По први пут његов рад иде у регионалну дистрибуцију у Уједињеном Краљевству.
2001. године оснива студио "Silver Link" где учи младе таленте методама глуме Станиславког.
2008. године у Лондону са Сакиндером Самром оснива продуцентску кућу "Dizzy Desire" Ltd. Након оснивања компаније, радио је на развоју неколико различитих сценарија за игране филмове које је 2018. продао филмским студијима у Уједињеном краљевству.
2008. године био је аутор пројекта и режисер промотивног филма за манифестацију "Римска ноћ"  који је приказан на концерту Еме Шаплен  који је одржан на археолошком налазишту Виминацијум.

## Образовање
| Год.          | Институција                    | Област                                      | Град   |
| ------------- | ------------------------------ | ------------------------------------------- | ------ |
| 1991. - 1995. | Ron Bareham Productions        | Продукција                                  | Лондон |
| 1993. - 1994. | Kensington and Chelsea Collеge | Курс камере                                 | Лондон |
| 1995. - 1996. | Barnet & Southgate Collеge     | Теорија филма/Фотографија (Performing Arts) | Лондон |
| 1997. - 1998. | New York Film Academy          | Филмска режија                              | Њујорк |

## Пројекти
| Год.  | Назив                             | Формат                 | Позиција                          | Локације                            | Продукција                              |
| ----- | --------------------------------- | ---------------------- | --------------------------------- | ----------------------------------- | --------------------------------------- |
| 1995. | Beco                              | Кратки промо филм      | Први помоћни режисер              | Лондон                              | Ron Bareham                             |
| 1999. | Third Reading                     | Кратки филм            | Режисер                           | Лондон                              | Connections Productions                 |
| 2000. | Rough Ride                        | Дугометражни филм      | Писац, продуцент                  | Београд, Лондон                     | Dizzy Desire                            |
| 2003. | One in One Thousand               | Кратки филм            | Режисер, продуцент                | Београд, Лондон                     | Dizzy Desire                            |
| 2007. | EKV Revisited - Пар година за нас | Музички спот           | Режисер                           | Београд                             | Иван Феце Фирчи / Dizzy Desire          |
| 2007. | EKV Revisited - Сигуран           | Музички спот           | Режисер                           | Београд                             | Иван Феце Фирчи / Dizzy Desire          |
| 2008. | Emma Shapplin In Concert          | Мултимедијални догађај | Режисер, извршни продуцент        | Београд                             | Мишко Кораћ / Dizzy Desire              |
| 2010. | Афричко село                      | Мултимедијални догађај | Режисер                           | Београд, Љубљана                    | Жарко Тарић / SAIF                      |
| 2011. | How Did I Become Serial Killer    | Дугометражни филм      | Писац, продуцент                  | Београд, Лондон                     | Dizzy Desire                            |
| 2012. | Voices                            | Кратки филм            | Режисер, продуцент, писац         | Београд                             | Dizzy Desire                            |
| 2013. | Merkur 1                          | Реклама                | Режисер                           | Врњачка бања                        | Лука Јовановић / LCF Media              |
| 2013. | Merkur 2                          | Реклама                | Режисер                           | Врњачка бања                        | Лука Јовановић / LCF Media              |
| 2013. | Monitorium Artwork                | Кратки филм            | Режисер, продуцент                | Београд                             | Dizzy Desire                            |
| 2014. | Blues For The Balkans             | Документарни филм      | Режисер, менаџер продукције       | Загреб, Сарајево, Београд, Нови Сад | Југослав Капетановић / Dizzy Desire     |
| 2015. | Antonia Bennett in Novi Sad       | Концерт                | Режисер, извршни продуцент        | Нови Сад                            | Иван Феце Фирчи / Dizzy Desire          |
| 2015. | Evgeny Izmailov                   | Кратки филм            | Режисер, писац, извршни продуцент | Келн                                | Даша Славинскаја                        |
| 2021. | Oleg: The Oleg Vidov Story        | Документарни филм      | Први помоћни режисер              | Лос Анђелес, Београд, Москва        | Joan Borsten Vidov / Films by Jove Inc. |
| 2021. | Династија                         | ТВ серија              | Први помоћни режисер              | Београд                             | Горан Стаменковић / Emotion production  |